# Telford (Pensilvânia)
Telford é um distrito localizado no estado americano de Pensilvânia.

## Demografia
Segundo o censo americano de 2000, a sua população era de 4680 habitantes.

## Geografia
De acordo com o United States Census Bureau tem uma área de
2,6 km², dos quais 2,6 km² cobertos por terra e 0,0 km² cobertos por água.

## Localidades na vizinhança
O diagrama seguinte representa as localidades num raio de 8 km ao redor de Telford.